# Chloroclystis coelica
Chloroclystis coelica är en fjärilsart som beskrevs av Louis Beethoven Prout 1932. Chloroclystis coelica ingår i släktet Chloroclystis och familjen mätare. Inga underarter finns listade i Catalogue of Life.